# Damien Sandow
Aaron Steven Haddad (* 3. srpna 1981) je americký profesionální wrestler působící v TNA jako Aron Rex.Byl znám pro jeho působení v WWE pod ringovým jménem Damien Sandow. Je bývalý FCW 15 šampion a FCW šampion mezi týmy s Titusem O'Nealem.Dne 6.5.2016 byl propuštěn.Bylo oznámeno že se vrací na nezávislou scénu pod jménem Aaron Stevens.Jeho první vystoupení se uskuteční 11. června v GFW (Global Force Wrestling).

## Ve wrestlingu
- Ukončovací chvaty.června
  - Jako Damien Sandow
    - Curb Stomp (Standing surfboard s následujícím head stomp) -
    - FCW
    - M14 (Arm trap snap swinging neckbreaker) - FCW
    - Terminus (Straight jacket neckbreaker) - WWE
    - Jako Macho Mandow
    - Diving Elbow Drop

  - Jako Aaron Stevens
    - Idolizer (Arm trap snap swinging neckbreaker)
- Další chvaty
  - Jako Damien Mizdow
    - Corkscrew neckbreaker
    - Cubito Aequet - Elbow of Distain / Elbow of Disdain (Elbow drop)
    - Full nelson turnbuckle smash
    - Knee drop
    - Russian legsweep
    - Single underhook

  - Jako Aaron Stevens
    - Idol Lock (Figure four leglock)
- Manažeři
  - Shelly Martinezová
  - Beth Phoenixová
  - Michelle McCoolová
  - Aksana
  - Lucky Cannon
  - Maxine
  - Cody Rhodes
- Přezdívky
  - "Idol"
  - "Maharaja of the Ménage-A-Trois-Jah"
  - "Mr. Big Time"
  - "(Self-Proclaimed) Intellectual Savior of the (Unwashed) Masses"
  - "Duke of Decency"
  - "Lord of Literacy"
- Theme songy
  - "Novosvětská/Z nového světa" od Antonína Dvořáka (FCW)
  - "Hallelujah" z Messiah Part II od George Friderica Handela (WWE; 4. května 2012-2014)
  - I Come To Play(2014-květen 2015)

## Šampionáty a ocenění
- Chaotic Wrestling
  - Chaotic Wrestling šampionát v těžké váze (1krát)
  - Chaotic Wrestling šampionát mezi týmy (1krát) - s Edwardem G. Xtasy
- Florida Championship Wrestling
  - FCW 15 šampionát (1krát)
  - FCW šampionát mezi týmy (1krát) - s Titusem O'Nealem
- International Wrestling Association
  - IWA Hardcore šampionát (1krát)
- Ohio Valley Wrestling
  - OVW šampionát v těžké váze (2krát)
  - OVW jižní šampionát mezi týmy (1krát) - s Novou
  - OVW televizní šampionát (1krát)
  - OVW Triple Crown šampion
- Pro Wrestling Illustrated
  - 90. místo v žebříčku PWI nejlepších 500 wrestlerů PWI 500 roku 2012
- World Wrestling Council
  - WWC portorikánský šampionát v těžké váze (1krát)
  - WWC světový šampionát mezi týmy (5krát) - s Shawnem Spearsem (1), Chicanem (1), King Tongou ml. (2) a Abbadem (1)
  - World Wrestling Entertaitment
  - 1× WWE Tag Team Championship(s The Mizem)